# 檵木生小煤炱
檵木生小煤炱（学名：Meliola loropetalicola）是属于小煤炱目小煤炱科小煤炱属的一种真菌，寄生在檵木属植物上。该种分布于中国。